# Patrícia Matieli
Patrícia Matieli Machado (født 8. november 1988) er en kvindelig brasiliansk håndboldspiller som spiller for MKS Zagłębie Lubin i polske Ekstraklassa og Brasiliens kvindehåndboldlandshold.
Hun repræsenterede Brasilien, under VM i kvindehåndbold 2019 i Japan. Hun var blandt de udvalgte i landstræner Jorge Dueñas's endelige trup ved Sommer-OL 2020 i Tokyo, hvor holdet endte på en samlet 11. plads.